# Конгари (племя)
Конгари (англ. Congaree) — племенная группа индейцев, проживавших в центральной части современного штата Южная Каролина в США вдоль одноименной реки. Хотя первые европейцы, встретившие это племя, относили его к сиуанским, учитывая географическую близость к прочим сиу, более поздние исследователи отвергают такую связь. По крайней мере, сиуанское племя уотери не понимало язык конгари.
В начале 1715 г. английский колонист Джон Барнуэлл писал, что все известные ему конгари жили в одной деревне, где имелось 22 мужчины, 70 женщин и детей. Во время Ямасийской войны 1715 г. конгари выступили вместе с другими индейцами против британской колонии Южная Каролина. Как минимум половина племени при этом была уничтожена или обращена в рабство колонистами и их союзниками из племени чероки.
В последующие годы конгари были поглощены более крупным племенем катоба и окончательно растворились в нём в конце XVIII века.